# Teddy Award

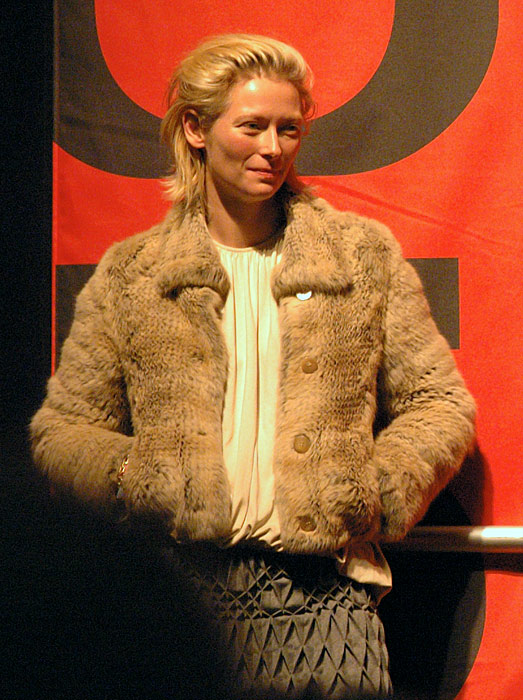
Tilda Swinton, Special-Teddy-Award vinnare år 2008

Teddy Award är ett internationellt filmpris för filmer med HBTQ-ämnen, presenterade av en oberoende jury som ett officiellt pris under  Filmfestivalen i Berlin (Berlinale). I de flesta fall består juryn av organisatörer av gay filmfestivaler. Det första priset delades ut redan 1987.